# Vicksburg
Vicksburg – miasto w hrabstwie Warren, w stanie Missisipi, w Stanach Zjednoczonych, położone nad rzekami Missisipi oraz Yazoo. W 2009 roku miasto liczyło 24 894 mieszkańców.
Podczas wojny secesyjnej miasto było oblegane (18 maja – 4 lipca 1863), a wraz z jego zdobyciem przez wojska Unii dobiegła końca kampania na Missisipi.